# Lídia Dömölky-Sákovics
Lídia Dömölky-Sákovics (Budapest, 9 marzo 1936) è un'ex schermitrice ungherese, vincitrice di una medaglia d'oro e due d'argento nella scherma ai Giochi olimpici.
Sposò lo schermidore József Sákovics.